# 龚卫国
龚卫国（1972年8月—），中华人民共和国政治人物，湖南人，毕业于中南大学，中国共产党党员，曾任中共临湘市委副书记、市长。2015年4月23日，龚卫国因为吸毒遭到中纪委调查。

## 生平
1972年，龚卫国出生在湖南省益阳县（今益阳市）。
1989年，龚卫国入读中南工业大学（今中南大学），并于1992年12月加入中国共产党，1993年毕业。毕业后留在学校工作。1995年5月，龚卫国调入湖南省人事厅工作。2003年10月，龚卫国当选湘阴县人民政府副县长。2006年6月，龚卫国担湘阴县委常委、宣传部长。2007年8月，龚卫国担任湘阴县委常委、纪委书记。2007年10月，龚卫国调入汨罗市，担任市委常委。同年12月，龚卫国担任汨罗市委常委、副市长。2009年3月，龚卫国调职岳阳市文化局党组书记。同年5月，龚卫国转任岳阳市文化局局长、党组书记。2010年5月，龚卫国担任岳阳市文化广电新闻出版局局长、党组书记。
2011年6月，龚卫国担任临湘市委副书记、代市长。2011年12月，龚卫国担任临湘市委副书记、市长。2015年4月14日，龚卫国因为吸毒被逮捕。4月21日，龚卫国不再担任中共临湘市委副书记，4月22日，不再担任临湘市市长。4月23日，中纪委官方网站宣布对龚卫国进行调查。当地干部表示龚卫国已经有多年的吸毒史。据传，他的“毒友”有不少是搞房地产、基建工程的老板，他们吸毒的场合大多在临湘市某高档酒店。2017年，龚卫国被岳阳市中级人民法院以滥用职权、受贿二罪判刑7年，并科罚金人民币30万元。而其上司临湘市委书记黄俊钧与同侪临湘市委常委、市纪委书记杨林彬均因不能匡正其行为而受到中共党内严重警告处分，而担任临湘市人民检察院检察长的刘群林以及临湘市副市长、公安局长曹青松也因涉毒品罪案而遭到免职。